# Satz von Helly-Bray
Der Satz von Helly-Bray ist ein Satz der Maßtheorie, einem Teilgebiet der Mathematik, das sich mit der Untersuchung von abstrahierten Volumenbegriffen beschäftigt. Diese finden beispielsweise Verwendung in der Stochastik oder der Integrationstheorie. Der Satz von Helly-Bray knüpft eine Verbindung von der vagen Konvergenz von Maßen zur vagen Konvergenz von Verteilungsfunktionen und der schwachen Konvergenz von Maßen zur schwachen Konvergenz von Verteilungsfunktionen. Somit ermöglicht er es, das Konvergenzverhalten einer Folge von Maßen auf das (punktweise) Konvergenzverhalten der Verteilungsfunktionen zurückzuführen. Bekanntestes Beispiel hierfür ist die Konvergenz in Verteilung in der Stochastik, denn dabei handelt es sich um die schwache Konvergenz von Wahrscheinlichkeitsmaßen und diese kann auf die Konvergenz der Verteilungsfunktionen (im Sinne der Stochastik) zurückgeführt werden. 
Der Satz ist nach Eduard Helly und Hubert Evelyn Bray benannt. Helly bewies den Satz bereits 1912 in seiner Arbeit Über lineare Funktionaloperatoren, während Bray ihn, vermutlich ohne davon zu wissen, 1919 in seiner Arbeit Elementary properties of the Stieltjes integral veröffentlichte.

## Rahmenbedingungen
Auf den reellen Zahlen definiert jedes endliche Maß {\displaystyle \mu } durch
{\displaystyle F_{\mu }(x)=\mu ((-\infty ,x])}
eine sogenannte Verteilungsfunktion, die monoton wachsend, rechtsseitig stetig und beschränkt ist. Umgekehrt definiert jede monoton wachsende rechtsseitig stetige beschränkte Funktion {\displaystyle F} durch
{\displaystyle \mu _{F}((a,b]):=F(b)-F(a)}
ein Maß, das Lebesgue-Stieltjes-Maß. Die Zuordnung der Verteilungsfunktionen zu den Maßen ist bis auf eine Konstante eindeutig, das heißt {\displaystyle F} und {\displaystyle F-c} erzeugen dasselbe Maß. Nun stellt sich die Frage, wie sich Eigenschaften der Maße in den Verteilungsfunktionen widerspiegeln und umgekehrt. Der Satz von Helly-Bray trifft eine Aussage darüber, wann aus der Konvergenz der Verteilungsfunktionen auf die Konvergenz der Maße geschlossen werden kann.

## Aussage
Gegeben seien Verteilungsfunktionen {\displaystyle (F_{n})_{n\in \mathbb {N} },F}. Dann gilt:
1. Konvergiert die Folge {\displaystyle (F_{n})_{n\in \mathbb {N} }} schwach gegen {\displaystyle F}, so gilt für jede beschränkte stetige Funktion {\displaystyle g}
{\displaystyle \lim _{n\to \infty }\int _{\mathbb {R} }g\mathrm {d} F_{n}=\int _{\mathbb {R} }g\mathrm {d} F}.
2. Konvergiert die Folge {\displaystyle (F_{n})_{n\in \mathbb {N} }} vage gegen {\displaystyle F}, so gilt für jede stetige Funktion {\displaystyle g} mit kompaktem Träger
{\displaystyle \lim _{n\to \infty }\int _{\mathbb {R} }g\mathrm {d} F_{n}=\int _{\mathbb {R} }g\mathrm {d} F}.

## Folgerungen

### Allgemein
Eine direkte Schlussfolgerung aus den obigen Aussagen ist, dass aus der schwachen (vagen) Konvergenz der Verteilungsfunktionen {\displaystyle (F_{n})_{n\in \mathbb {N} }} gegen {\displaystyle F} die schwache (vage) Konvergenz der Maße {\displaystyle (\mu _{F_{n}})_{n\in \mathbb {N} }} gegen {\displaystyle \mu _{F}} folgt, da das Stieltjes-Integral bezüglich {\displaystyle F_{n}} genau dem Integral bezüglich {\displaystyle \mu _{F_{n}}} entspricht.
Schließlich lässt sich noch die Umkehrung zeigen: konvergieren die endlichen Maße {\displaystyle (\mu _{n})_{n\in \mathbb {N} }} schwach/vage, so existiert eine reelle Folge {\displaystyle (c_{n})_{n\in \mathbb {N} }}, so dass {\displaystyle (F_{n}-c_{n})_{n\in \mathbb {N} }} schwach/vage konvergiert.

### Für Wahrscheinlichkeitsmaße
Sind die {\displaystyle (\mu _{n})_{n\in \mathbb {N} }} alle Wahrscheinlichkeitsmaße, so kann man die Folge {\displaystyle (c_{n})_{n\in \mathbb {N} }} konstant gleich Null setzen, da die Verteilungsfunktionen im Sinne der Wahrscheinlichkeitstheorie durch die Bedingungen {\displaystyle \lim _{x\to -\infty }F(x)=0} und {\displaystyle \lim _{x\to \infty }F(x)=1} eindeutig festgelegt sind. Somit konvergieren die Wahrscheinlichkeitsmaße genau dann schwach,  wenn die Verteilungsfunktionen schwach konvergieren.
In diesem Fall ist Vorsicht geboten, da für Wahrscheinlichkeitsmaße die schwache und die vage Konvergenz von Verteilungsfunktionen zusammenfallen und die Begriffe in der Literatur nicht immer eindeutig verwendet werden.